# Xanthorrhoea arborea
Xanthorrhoea arborea is een soort grasboom. De soort komt voor in de oostelijk gelegen Australische staat New South Wales en is beschreven door de Schotse botanicus Robert Brown.
De stam kan een hoogte van 2 meter bereiken. De bladeren zijn dofgroen tot blauwgrijs en 5 tot 8 millimeter breed. De soort bloeit tussen januari en april. De soort groeit in droge Sclerofylle bossen, meestal op beschutte plaatsen en op zandgrond of zandsteen. Het verspreidingsgebied ligt van Rylstone in het noorden tot net ten zuiden van Sydney.